# Baltic Pipe

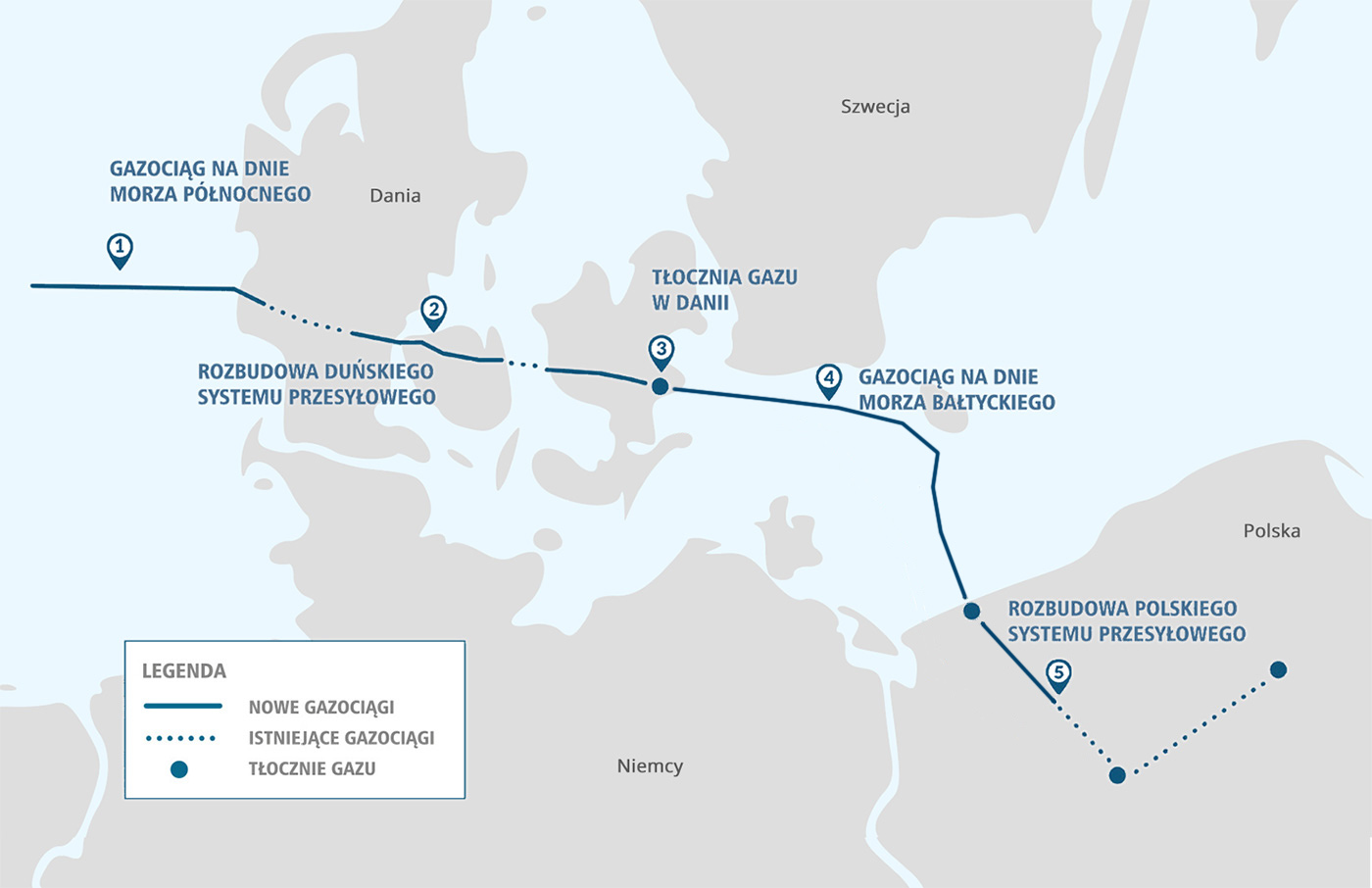
Baltic Pipe Project, schematische Darstellung des Verlaufs

Die Baltic Pipe (deutsch etwa Ostsee-Rohr, Baltische Röhre) ist eine Erdgasleitung von Dänemark durch die Ostsee nach Polen. Damit können bis zu 10 Mrd. Kubikmeter norwegisches Erdgas pro Jahr aus der Europipe II Richtung Osten transportiert werden. Bei Bedarf kann Erdgas auch von Polen in Richtung Dänemark gepumpt werden. Das Baltic Pipe Project ist eines von acht Gas-Pipeline-Teilprojekten im Rahmen des [EU]-Projektes Baltic Energy Market Interconnection Plan (BEMIP).
Die Baltic Pipe wurde am 27. September 2022 von Regierungsvertretern aus Polen, Dänemark und Norwegen eröffnet. Die Gasleitung ist am 1. Oktober 2022 in Betrieb gegangen.
Russland hat im April 2022, zwei Monate nach dem Überfall auf die Ukraine, seine Gaslieferungen nach Polen gestoppt.

## Ziele

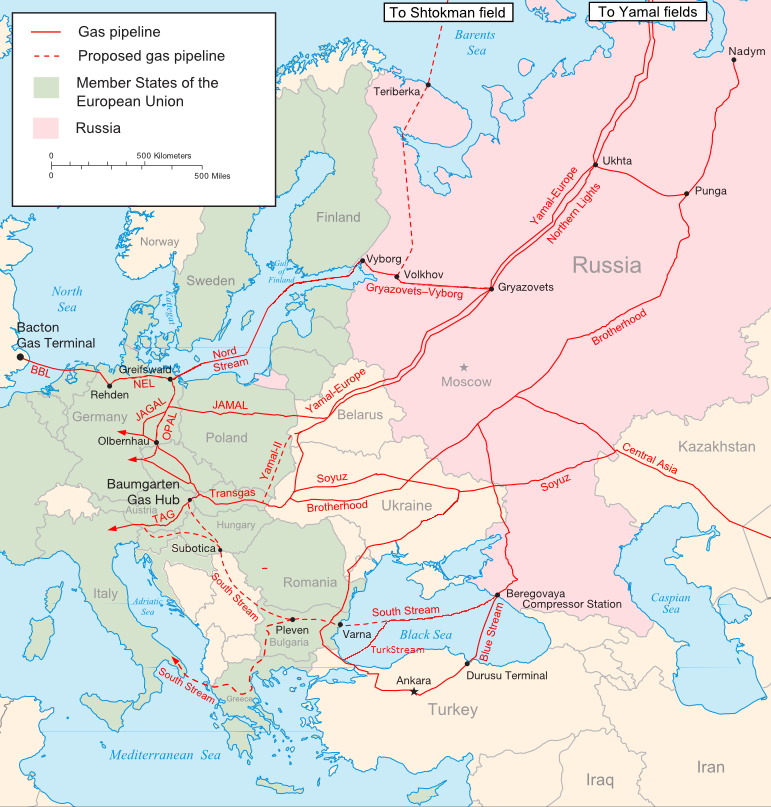
Die größten Pipelines, die Erdgas aus Russland in die EU transportieren

Volkswirtschaftlich geht es um die Vernetzung der Energieversorgungssysteme der Europäischen Union. Damit soll die Energieversorgung in deren Regionen stabilisiert werden, indem z. B. saisonale, geographische und klimatische Schwankungen ausgeglichen werden können. Der Transport des Erdgases kann in beide Richtungen erfolgen.
Geopolitisch geht es um die Erschließung von in der EU vorhandenen eigenen Energiequellen für die Mitgliedsstaaten. Diese sollen damit weniger abhängig von Erdgas- und Erdölimporten aus Nicht-EU-Ländern, so z. B. aus Russland und deren Transit durch Belarus und die Ukraine gemacht werden. Die Gasimporte aus Russland machten in Polen 2020 noch 48 % der Gasgesamtimporte aus. Im Jahr 2022 läuft der Vertrag zwischen Polen und dem russischen Gaslieferanten Gazprom aus. Bis dahin sollte Baltic Pipe in Betrieb genommen werden. Dem Projekt wird von Polen soviel Bedeutung beigemessen, dass man in Kauf nimmt, dass das Erdgas aus den norwegischen Schelfgebieten teurer ist als sibirisches Gas.

## Partner, Finanzierung
Partner sind der dänische Gas- und Stromübertragungsnetzbetreiber Energinet.dk, die Polnische Erdölbergbau und Gas-Aktiengesellschaft PGNiG und der polnische Gasnetzbetreiber Gaz-System SA.
Die Gesamtkosten von geschätzt zwei Milliarden Euro werden sich Dänemark und Polen teilen. In Dänemark rechnet man damit, dass sich die dänischen Investitionen allein durch die Durchleitungsgebühren, die Polen zu tragen hat, nach 15 Jahren amortisiert haben werden.
Das Projekt wird von der Fazilität „Connecting Europe Facility“ der Europäischen Union kofinanziert. Mit der Subventionsentscheidung 2017 werden Maßnahmen zur Vorbereitung einschließlich Genehmigungen bis zu maximal 33,1 Millionen Euro unterstützt. Mit der Subventionsentscheidung 2018 werden Maßnahmen zur Stärkung der Landesgastransportsysteme in Polen und Dänemark für den Bedarf des Baltic-Pipe-Projekts bis zu maximal 18,3 Millionen Euro unterstützt.

## Verlauf

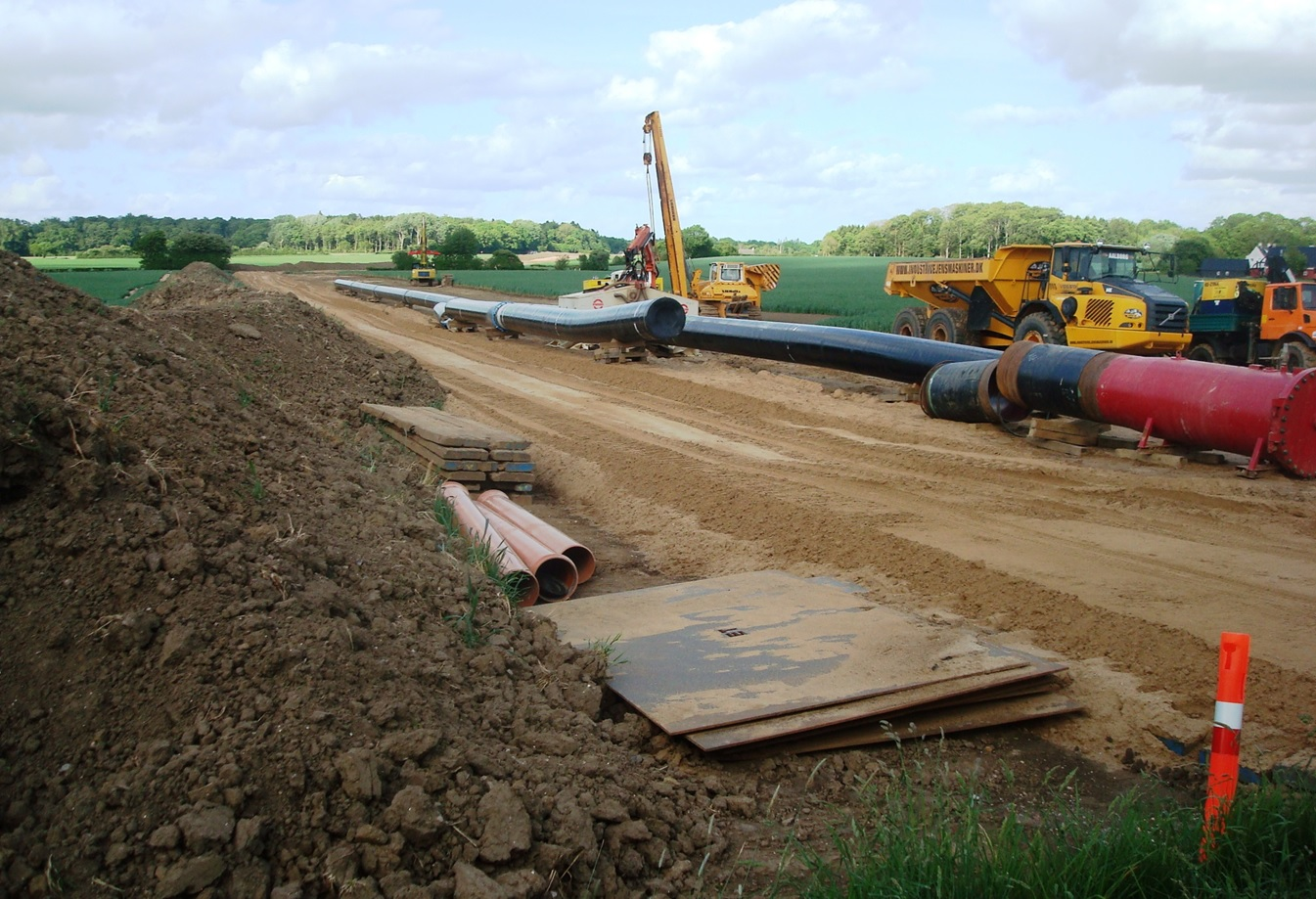
Baustelle der Baltic Pipe bei Sønder Stenderup / Kolding Kommune (Mai 2022)

Die Baltic Pipe ist ein Abzweig von der bereits bestehenden Trasse Europipe II, die von Norwegen durch die Nordsee nach Niedersachsen in Deutschland führt. Westlich von Dänemark schließt sie in der Nordsee an der bestehenden Leitung an und wird zum dänischen Festland und darüber geführt, bis sie von Dänemark durch die Ostsee nach Polen führt.
Die Baltic-Pipe-Projekt wird eine Länge von etwa 900 Kilometern haben. Es besteht aus fünf Komponenten:
1. Nordsee-Offshore-Pipeline, die das norwegische Gasnetz in der Nordsee mit dem dänischen Gasübertragungsnetz verbindet
2. Onshore Dänemark: Ausbau des bestehenden dänischen Übertragungsnetzes von West nach Ost
3. Kompressorstation in Dänemark im östlichen Teil von Seeland
4. Ostsee-Offshore-Pipeline zwischen Dänemark und Polen durch die Ostsee
5. Onshore Polen: Ausbau des polnischen Gasübertragungsnetzes

Die direkte Untersee-Pipeline (oben Nummer 4) zwischen dem dänischen Ort Faxe auf der dänischen Insel Seeland und dem polnischen Niechorze-Pogorzelica in der Woiwodschaft Westpommern wird 275 Kilometer lang. Die Baukosten sollen sich auf 335 bis 350 Millionen Euro belaufen und sind u. a. neben anderen Unwägbarkeiten auch vom endgültigen Durchmesser der Rohre abhängig.
Die Baltic Pipe und die von Deutschland und Russland gebaute Nord-Stream-Pipelines werden sich nordöstlich von Rügen bzw. südwestlich der Insel Bornholm kreuzen. Der genaue Verlauf der Rohre an dieser Stelle wird noch geklärt.

## Realisierung
Im November 2007 wurde der Kooperationsvertrag zwischen der Energinet.dk, Gaz-System und der PGNiG unterzeichnet. 2017 und 2018 gab es Subventionszusagen der EU. Am 9. Juli 2017 unterzeichneten die Premierminister Beata Szydło und Lars Løkke Rasmussen ein Memorandum über den Bau der Pipeline. Am 30. November 2018 gab die polnische Regierung bekannt, dass sich Polen und Dänemark auf staatlicher Ebene vertraglich auf den Bau der Erdgasleitung geeinigt hätten und damit die Investitionsentscheidung gefallen sei. Die Fertigstellung sollte im ersten Halbjahr 2022 erfolgen, die ersten Gaslieferungen im Oktober 2022. Die Verlegearbeiten mussten jedoch im Mai 2021 unterbrochen werden, da die dänische Umweltbehörde die Baugenehmigung für den dänischen Teil aus Tierschutzgründen zurückgezogen hatte. Kurz nach dem Beginn des russischen Überfalls auf die Ukraine Ende Februar 2022 stellte die dänische Umweltbehörde jedoch eine neue Baugenehmigung aus, sodass die Verlegearbeiten wieder aufgenommen werden können. Der Beginn des kommerziellen Betriebes fand am 1. Oktober 2022 statt.
Vier Wochen nach dem Beginn des russischen Überfalls auf die Ukraine kündigte im März 2022 der Regierungsbeauftragte für die Energie-Infrastruktur, Piotr Naimski, an, Polen werde mit dem Auslaufen des mehrjährigen Erdgasliefervertrags im Dezember 2022 den Bezug von Gas aus Russland beenden. Der Gasversorger PGNiG habe Verträge in der Tasche, um diese Lieferungen zu ersetzen. PGNiG hat Förderlizenzen für norwegische Gasfelder gekauft. Das Terminal in Swinemünde, eine Bauentscheidung der liberalen Vorgängerregierung (Tusk unter Donald Tusk), sei erweitert worden. Verbindungsleitungen nach Litauen und in die Slowakei würden in den nächsten Monaten fertiggestellt.